# Ludwig Fainberg
Leonid Fainberg (Tarzan) également connu sous le nom de Ludwig Lyosha Fainberg (né le 3 janvier 1958) est un mafieux ukrainien.

## Biographie
Ludwig Fainberg est né à Odessa, il a quitté l'Union soviétique au début des années 1980 pour Israël, puis s'est installé aux États-Unis après la chute de l'URSS.

### Carrière criminel
Au milieu des années 1990, Fainberg a tenté d'acheter un sous-marin diesel soviétique pour le vendre avec des missiles sol-air et des hélicoptères de combat à un cartel de cocaïne colombien, contre de la cocaïne destinée au marché russe,.
De 1990 à 1997 il vécu à Miami et possédait une boîte de strip-tease appelé Porky's à Hialeah en Floride, qui était un repaire du milieu criminel,.

### Condamnation
En 1997, il a été arrêté et reconnu coupable de contrebande et de racket. Il a passé 30 mois en prison avant son procès et sa condamnation. 
En octobre 2012, il était au Panama, emprisonné et en attente de jugement pour proxénétisme. Après avoir été libéré par un juge de la prison de La Joyita, au Panama, le procureur a fait appel de cette libération et a souhaité que l'affaire soit rejugée.

### Cavale
Les autorités s'apprêtaient à arrêter à nouveau Ludwig Fainberg et son complice Tony Galeota. Les deux hommes ont fui le Panama pour le Costa Rica. Ils se sont cachés jusqu'à ce que leurs passeports soient tamponnés, ce qui leur permettrait de quitter le Costa Rica. Ludwig[Qui ?] s'enfuit à Cuba et revient[Quand ?] à Moscou.